# Lombron
Lombron é uma comuna francesa na região administrativa do País do Loire, no departamento de Sarthe. Estende-se por uma área de 24.11 km². Em 2010 a comuna tinha 1 925 habitantes (densidade: 79,8 hab./km²).